# Armin Jüngling
Armin Jüngling (* 5. April 1909 in Kiel; † 1. November 1984) war ein deutscher Dichterarzt.

## Leben
Armin Jüngling wuchs in Oberbayern auf, studierte Medizin in München, war 30 Jahre in Württemberg als praktischer Arzt in eigener Praxis tätig und wohnte und arbeitete danach als Schriftsteller und Journalist in Unterwössing (Chiemgau). Ab 1971 veröffentlichte er sieben Anthologien zur Lyrik deutscher Ärzte, eine Sammlung von Prosatexten sowie den Almanach deutschsprachiger Schriftstellerärzte, das als sein „Lebenswerk und Vermächtnis“ gilt.
Jüngling besaß eine große Sammlung alter Devotional-Bilder, über die er schrieb und zahlreiche Arbeiten über bayerische Volkskunst verfasste wie Das Bundwerk am Bauernhaus im Chiemgau, erschienen 1978.  Bekannt war auch sein Buch (zusammen mit Klaus Müller-Brunke, Wilhelm Leibl – Bilderreise durch ein Leben, München 1986). Sein Buch Die Strohpuppe enthielt Kurzgeschichten allein aus seiner Feder, ebenso wie sein Lyrikband Das Nachtklavier. Weitere Lyrikbände von Jüngling sind Landschaftsimpressionen und Fuß ab für Napoleon.  Ein Werk über den mit Jüngling befreundeten Chiemgaumaler Theodor von Hötzendorff stand vor dem Abschluss, als Jüngling starb.